# 葛西敬之
葛西 敬之（かさい よしゆき、1940年10月20日 - 2022年5月25日）は、兵庫県生まれ、東京都育ちの実業家。東海旅客鉄道（JR東海）代表取締役社長・代表取締役会長・代表取締役名誉会長、取締役名誉会長を歴任した。他に、学校法人海陽学園理事長を務めた。
兵庫県明石市出身の東京都育ち。井手正敬、松田昌士と共に「国鉄改革3人組」と称され、日本国有鉄道（国鉄）の分割民営化に尽力した。

## 生涯
葛西敬之は1940年10月20日に、葛西順夫（のぶお）と益世（旧姓：本庄）の間に兵庫県明石市で生まれた。父は明石中学校の国語・漢文の教師で（戦後も高等学校の教師）、生まれてほどなくして東京へ移った。父からは『論語』や日本の古典の講義を高校終りまで受け、自分が負けず嫌いで好奇心も旺盛なのは、日露戦争中に樺太まで渡った義理の祖父の血筋を受け継ぐ母の影響を受けていると語っている。
敬之は東京で育ったが、太平洋戦争末期には東京大空襲を避けて、父の故郷である新潟県佐渡ヶ島の羽茂へ疎開して、クイナが鳴く佐渡の自然の中で過ごした幼時は宝物であったと述懐している。杉並区桃井第二小学校を経て、1953年に近くに新設の荻窪小学校を卒業して、1956年に神名中学校過程を終えてすぐ、当時名だたる大学受験校（当時の第三学区：中野区・杉並区・練馬区）であった都立西高等学校へ入学して、3年後に卒業した。高校の同級生にはフジテレビジョンで競馬実況中継を務めたアナウンサーの盛山毅がいる。
1959年に東京大学文科一類へ入学し、1963年に東京大学法学部を卒業した。卒業後は日本国有鉄道（日本国有鉄道法を根拠とする公社）へ入社し、国鉄へ入社した動機は、落とした学生証を荻窪駅に受け取りに行った際、同駅の助役から「東大出身なら国鉄での出世が早い」と勧められたことによると述懐している。高校・大学・国鉄入社時代に友人へは、公社のリーダーの娘と結婚するのだとか立身出世的な言動が知られ、高校の同期生にドイツ・ナチの「突撃隊の歌」やイタリア・ファシスト党の「黒シャツ隊の歌」教えたり、1960年代に学生の間で盛んだった安保闘争からは距離を置いていて、父からは正座して『論語』の手ほどきを長く得ていて、全般に比較的保守的な傾向があった。
1967年、国家公務員の留学制度で国鉄に在籍しながらウィスコンシン大学マディソン校に派遣された。その直前に芥川哲夫（後の国鉄監査局長）の娘・芥川省子（しょうこ、）と結婚して、マディソンでは一子を得て、1969年には経済学修士（M.S. in Economics）を取得して帰国した。
静岡鉄道管理局（現・JR東海静岡支社）総務部長、仙台鉄道管理局（現・JR東日本東北本部）総務部長を務めたのち、国鉄本社で経営計画室主幹、職員局次長を歴任した。労働組合対策に力を注いだ。国鉄分割民営化にあたっては、松田昌士（後にJR東日本社長）や井手正敬（後にJR西日本社長）と共に「国鉄改革3人組」と称された。
日本国有鉄道が1987年（昭和62年）に分割民営化されたことにより、1987年4月1日に、日本国有鉄道から、1987年4月1日に発足した東海旅客鉄道株式会社（JR東海。JR会社法・商法（当時）を根拠とする株式会社）に転籍し、JR東海取締役総合企画本部長に就任。
1990年にJR東海代表取締役副社長に昇格し、2018年までの28年に渡って、JR東海代表取締役を務めた。
1995年にJR東海代表取締役社長、2004年にJR東海代表取締役会長。
2014年にJR東海代表取締役名誉会長。「JR東海は、3名の代表取締役（名誉会長・会長・社長）によるトロイカ体制へ移行した」とマスメディアに報じられた。
2018年に、1990年から28年にわたって務めたJR東海代表取締役を退き、JR東海取締役名誉会長。
2020年に、JR東海が発足した1987年から33年にわたって務めたJR東海取締役を退き、JR東海名誉会長。JR東海における「会社法を根拠とする、株式会社の機関」を全て退いたことにより、JR東海の経営の第一線から退いた。
2022年5月25日、間質性肺炎により死去、81歳没。松田昌士の死去から2年後のことであった。これにより国鉄改革3人組の存命者は井手正敬のみとなった。

## 年譜
- 東京都立西高等学校卒業[16]。

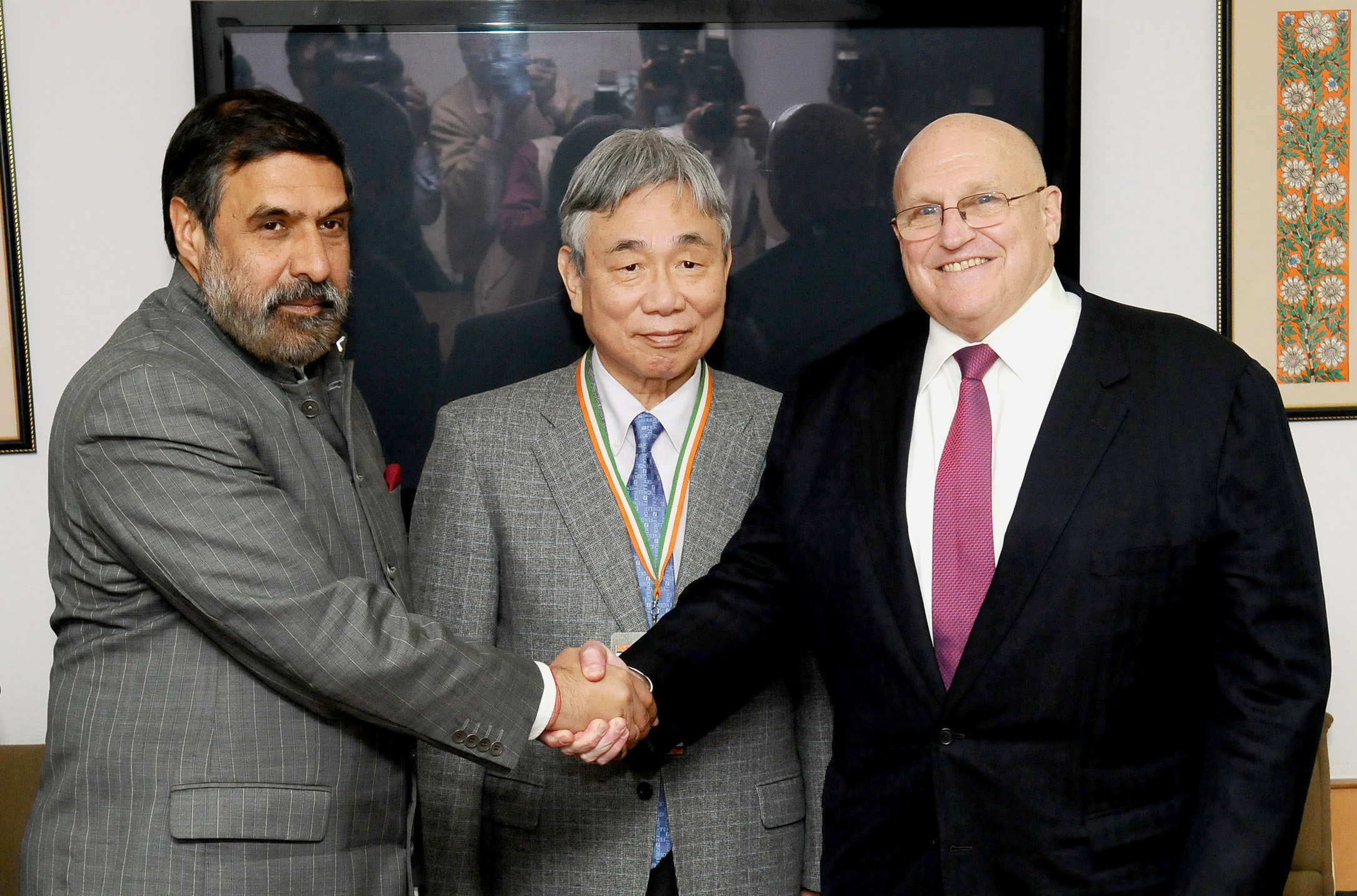
インドの商工・繊維大臣のアナンド・シャルマ（左）とリチャード・アーミテージ（右）とともに。（2012年）

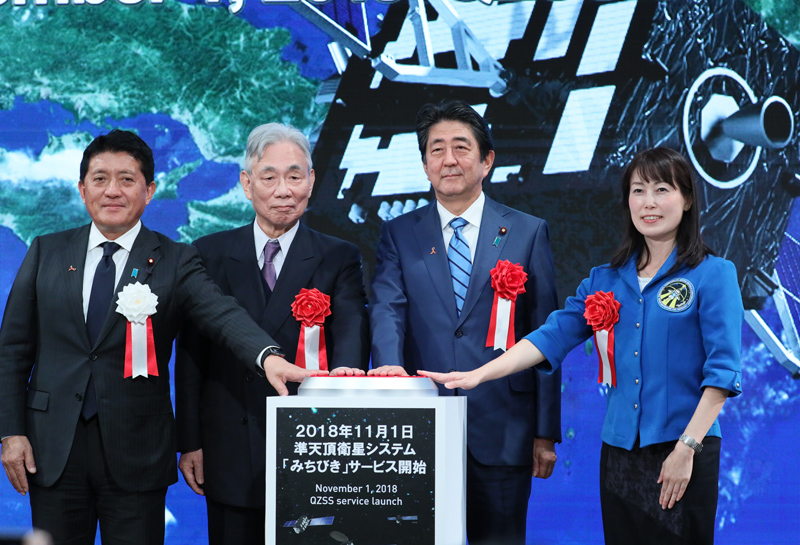
宇宙政策委員会委員長として準天頂衛星システム「みちびき」サービス開始のセレモニーに参加（2018年）

- 1963年：東京大学法学部を卒業し[17]、日本国有鉄道に入社[17]。
  - 日本国有鉄道から、アメリカ・ウィスコンシン大学マディソン校に派遣され[17][18]、1969年に卒業[新聞 1]（経済学修士号取得[18]）。
- 1987年4月1日：東海旅客鉄道株式会社（JR東海）取締役総合企画本部長[2]。
- 1988年：JR東海 常務取締役総合企画本部長[2]。
- 1990年：JR東海 代表取締役副社長[2]。
- 1995年：JR東海 代表取締役社長[2]。
- 2000年6月：在名古屋フィンランド名誉領事（ - 2021年1月）[19][11]。
- 2004年：JR東海 代表取締役会長[2]。
- 2006年
  - 国家公安委員（ - 2011年）
  - 政府の教育再生会議委員。
- 2011年
  - 政府の東京電力に関する経営・財務調査委員会委員。
  - 原子力損害賠償支援機構運営委員会委員。
  - 内閣府宇宙政策委員会委員長。
- 2013年12月：正論大賞受賞[20]。
- 2014年4月：JR東海 代表取締役名誉会長[2]。旭日大綬章を受章[21]。
- 2017年1月：一般社団法人ジャパンフォワード推進機構[注釈 1]理事[22]。
- 2018年4月：JR東海の代表取締役を退き、JR東海取締役名誉会長。晩年にはリニア中央新幹線の建設・開業に向けて心血をそそいだ。[23]
- 2020年6月：JR東海の取締役を退き、JR東海名誉会長。以後はJR東海の経営の第一線から退いた。
- 2022年5月25日：間質性肺炎により死去[3]。

その他、東京大学、皇学館大学、名城大学などの客員教授や特別招聘教授を務め、産経新聞の「正論」、読売新聞にコラムを連載するなど様々な分野で活動していた。財界を代表する「親米保守」の論客であった。トヨタ自動車、東海旅客鉄道、中部電力の共同出資による全寮制男子校海陽学園の理事長も務めていた。

## 発言
新幹線遅延における発言
2000年9月11日およびその翌日にかけての東海豪雨で、JR東海は東海道新幹線の無理な運転続行を強行したため、のぞみ20号（博多発東京行）が22時間21分遅れで終点の東京駅に到着するという、開業以来最悪の遅延を記録した。そのほかにも東京ー米原駅の間で70本近い列車が団子状態でストップし、全面的に不通となった。
最終的に5万人を超える乗客が車内に取り残され、一夜を明かす事態となったことについて、JR東海はもっと早く運転を見合わせするべきだったという批判に晒された。葛西はその数日後に開かれた社長定例会見で、「あれは未曾有の大災害が原因で、正常で適切な運行だった」と発言し、会社として大きな批判を浴び、後の会見で「多くの乗客にご迷惑をおかけしました」と謝罪した。

## 政治観
- 2010年9月の国家公安委員会の定例委員会において、「極端な『民族主義・排外主義的主張』に基づき、『外国人参政権反対』などと訴える市民運動が各地で展開され、反対勢力とのトラブル事案もみられることから、各都道府県警察で諸対策を実施している」旨が報告された。葛西はこの種の運動について、「こうしたグループは『国家』の意義・役割を軽視するマスコミに国民の知る権利が抑圧されてきた中で、インターネットを利用して『声なき声』を取り上げた象徴的なものだ」、「暴力的でもなければ『極端な民族主義・排外主義』でもない」、つまり「右翼団体」ではなく右派系市民グループだ、との見解を示した。また、左翼運動については「左翼についても、これまでのそれぞれのセクトというような形ではなくて、散発的にゲリラ的な者がインターネットを通じて活動するような世の中になる恐れがあり、既にテロリストの組織がそういうふうになっている傾向がある。その意味で、日本は今いろいろな意味で転換期にあると思う」と述べた[26]。

## スキャンダル
- 1991年9月13日、FOCUSにて大学教授の妻である女性と都内のホテルの一室に入る様子が報じられた[27]。
- 1992年6月12日、フライデーで不倫相手とされた女性宅の警備費用をJR東海が負担していることが報じられた[28]。

## 著書
- 『人生に座標軸を持て - 自分の価値は自分で決める』（1999年4月30日 ウェッジ）ISBN 4900594296
- 『未完の「国鉄改革」 - 巨大組織の崩壊と再生』（2001年2月8日 東洋経済新報社）ISBN 4492061223
- 『国鉄改革の真実 - 「宮廷革命」と「啓蒙運動」』（2007年7月1日 中央公論新社）ISBN 4120038491
- 『明日のリーダーのために』（2010年4月20日 文藝春秋〈文春新書〉）ISBN 4166607480
- 『飛躍への挑戦 東海道新幹線から超電導リニアへ』（2017年3月29日 ワック）ISBN 4898314546
- 『日本が心配だ!』（2022年8月29日 ワック）ISBN 9784898319628
- 『日本のリーダー達へ』（2023年2月9日 日本経済新聞出版〈私の履歴書〉）ISBN 9784296117246

## 評伝
- 森功『国商 最後のフィクサー葛西敬之』（2022年12月14日 講談社）ISBN 9784065241271